# Тролчета: Турнето
„Тролчета: Турнето“ (на английски: Trolls World Tour) е американска компютърна анимация от 2020 година, продуциран от DreamWorks Animation и е разпространен от Universal Pictures. Продължение е на „Тролчета“ (2016) и е втория филм от поредицата, филмът е режисиран от Уолт Дорн в неговия режисьорски дебют, по сценарий на Джонатан Айбел, Глен Бъргър, Елизабет Типет, Майа Форбес и Уолъс Володарски, по идея на Айбел и Бъргър. Филмът включва ансамбалски състав, които включват Ана Кендрик, Джъстин Тимбърлейк, Рейчъл Блум, Джеймс Кордън, Рон Фънчес, Кели Кларксън, Андерсън Паак, Сам Рокуел, Джордж Клинтън и Мери Джей Блидж.
Филмът беше пуснат в Съединените щати с ограничена сума от кината на 10 април 2020 г. по време на пандемията от COVID-19, беше пуснат на видео по поръчка от същия ден.

## Озвучаващ състав
- Ана Кендрик – Попи
- Джъстин Тимбърлейк – Клон
- Рейчъл Блум – Барб
- Джеймс Кордън – Биги
- Рон Фънчес – Купър
- Ози Осбърн – Траш
- Каран Сони – Риф
- Андресън Паак – Принц Д
- Джордж Клинтън – Крал Куинси
- Мери Дж. Блидж – Кралица Есенс
- Кели Кларксън – Делта Даун
- Сам Рокуел – Хикъри
- Икона Поп – Сатин и Ченил
- Кунал Наяр – Гай Даймънд
- Джейми Дорнън – Чаз
- Джей Балвин – Тресило
- Кенън Томпсън – Тайни Даймънд
- Кевин Майкъл Ричардсън – Господин Динкълс / Гроули Пийт / Сид Фрет